# Guerras Polaco-Otomanas

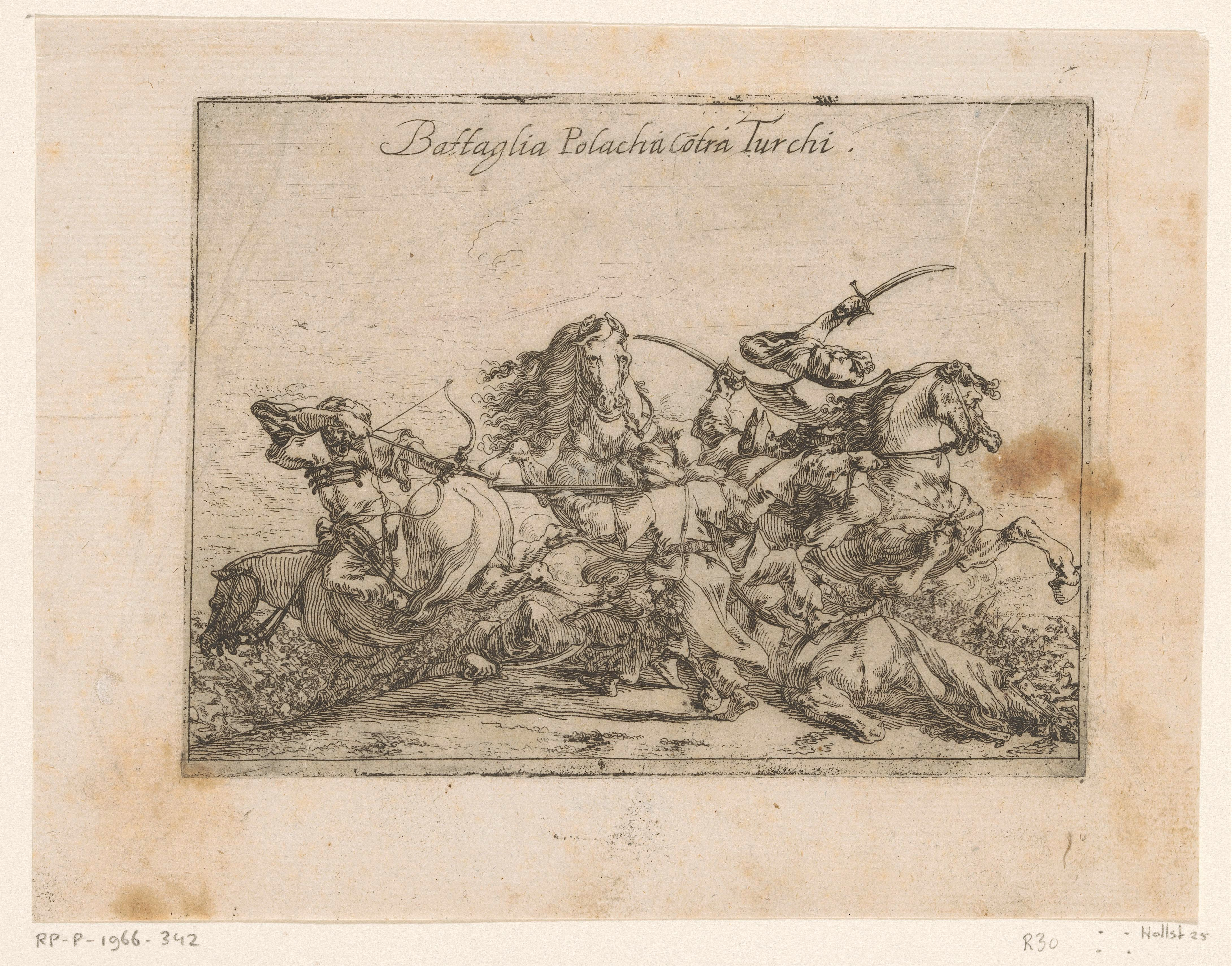
Cavalaria Polaca em batalha

As Guerras Polaco-Otomanas foi uma série de conflitos entre a República das Duas Nações e o Império Otomano:
- Expedição Moldávio Jan Olbracht's
- Guerras Magnatas da Moldávia, que culminou na:
- Guerra Polaco-Otomana (1620-1621)
- Guerra Polaco-Otomana (1633-1634)
- Guerra Polaco-Cossaca-Tártara (1666-1671)
- Como parte da Grande Guerra Turca:
- Guerra Polaco-Otomana (1672-1676)
- Guerra Polaco-Otomana (1683-1699)